# Schönbach (Ausztria)
Schönbach osztrák mezőváros Alsó-Ausztria Zwettli járásában. 2019 januárjában 783 lakosa volt.

## Elhelyezkedése

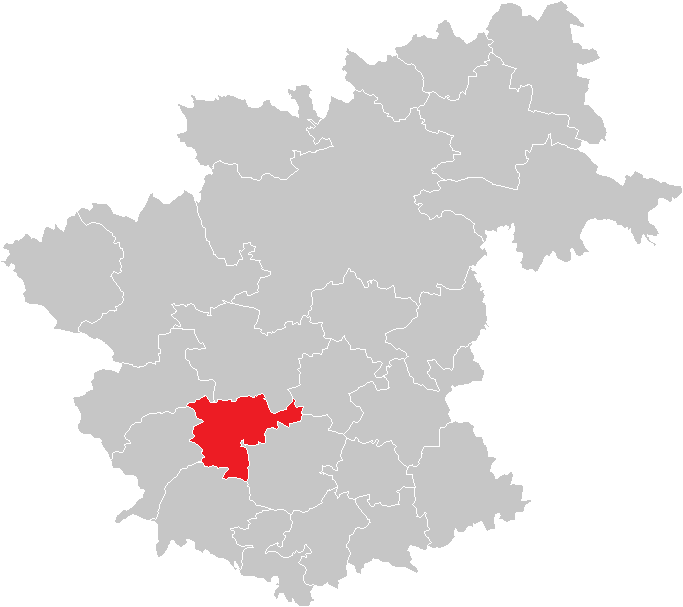
Schönbach a Zwettli járásban

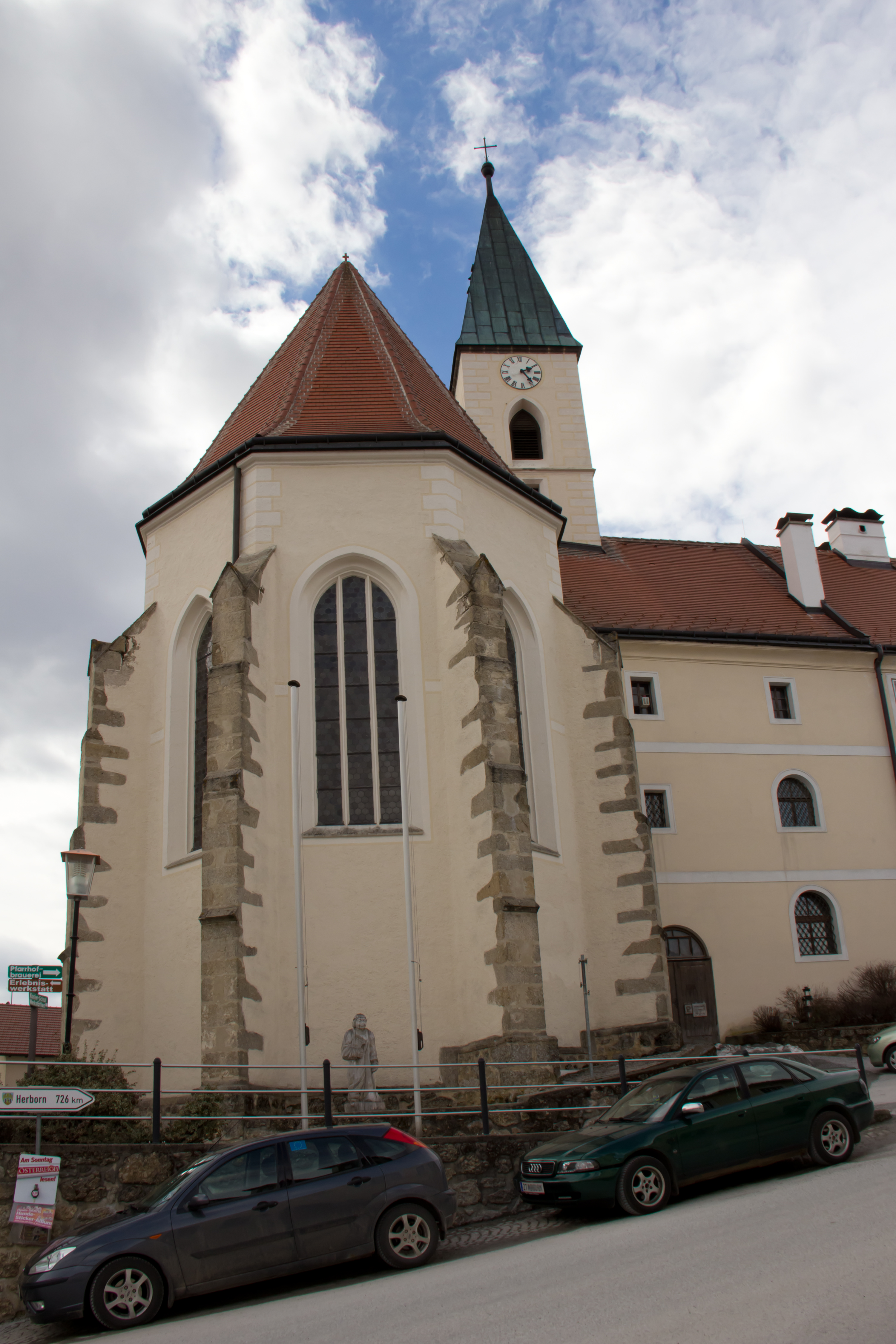
A Szűz Mária megtisztulása-plébániatemplom

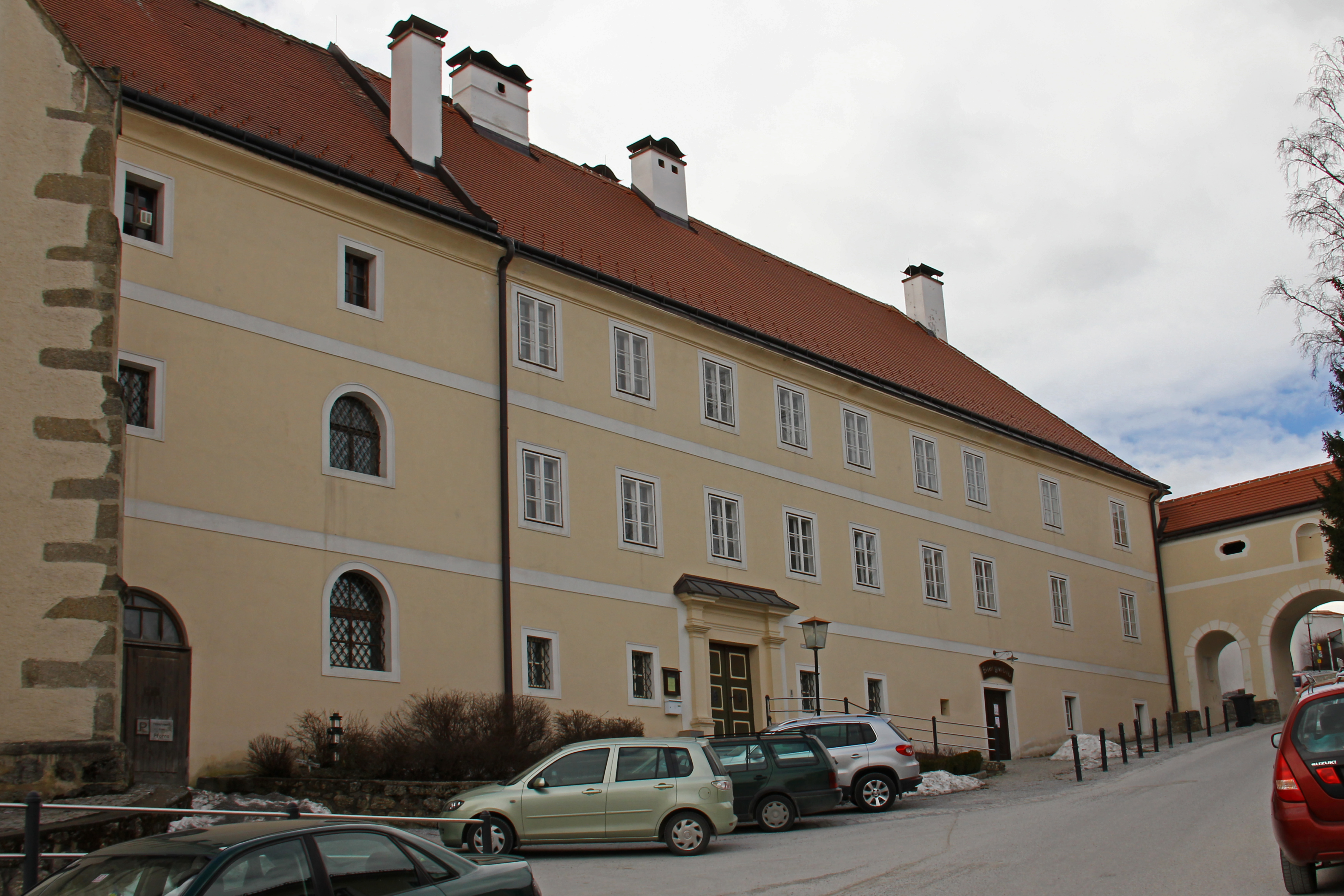
A hieronimiták volt kolostora (ma iskola)

Schönbach Alsó-Ausztria Waldviertel régiójában fekszik a Schönbach folyó mentén. Területének 58,6%-a erdő. Az önkormányzat 10 településrészt és falut egyesít: Aschen (58 lakos 2019-ben), Dorfstadt (79), Fichtenhöfen (25), Grub im Thale (19), Klein-Siegharts (59), Lengau (23), Lichtenau (27), Lohn (165), Pernthon (65) és Schönbach (263). A kataszteri közösségek Aschen, Bernton, Dorfstadt, Lohn és Schönbach.
A környező önkormányzatok: északra Rappottenstein, északkeletre Grafenschlag, keletre Bad Traunstein, délre Bärnkopf, nyugatra Altmelon, északnyugatra Arbesbach.

## Története
Schönbachot 1351-ben említik először már mint mezővárost és a rappottsteini vár uradalmához tartozott; itt is maradt a 19. századig. Templomát 1300 körül építhették, a rappottsteini plébánia filiáléjaként. A 15. században a templom Pihenő Mária szobra miatt népszerű zarándokhellyé vált. 1450-1457 között akkori hűbérurai, a Starhembergek késő gótikus stílusban újjáépíttették a templomot, 1500 körül pedig szárnyasoltárt adományoztak neki. Az 1520 körüli két oldaloltárral együtt a templomban ma három gótikus szárnyasoltár is látható.
1556 után a lakosság többsége protestánssá vált, a 17. század közepén is még 80%-uk volt Luther követője. 1698-ben az Abensberg-Traun családhoz tartozó Margarete Strattmann grófnő, Rappottenstein akkori úrnője a hieronimita rendnek adományozta a templomot, amely 1700-ban az ismét függetlenné váló katolikus egyházközség plébániatemplomává vált. A szerzetesek a templom mellé építették kolostorukat, amely ma is meghatározza a település képét. A hieronimiták megújították a zarándokhelyet is, amelyet I. Lipót, I. József, VI. Károly és I. Ferenc császárok is meglátogattak. II. József idején a kolostort felszámolták, épületét 1878-ban iskolává alakították át.
1968-ban Pernthont és Moderberg község egy részét Schöbachhoz kapcsolták (Moderberg másik része Bad Traunsteinhez került)

## Lakosság
A schönbachi önkormányzat területén 2019 januárjában 783 fő élt. A lakosságszám a csúcspontját 1869-ben érte el 1236 fővel, azóta többé-kevésbé folyamatos csökkenés tapasztalható. 2017-ben a helybeliek 97,5%-a volt osztrák állampolgár; a külföldiek közül 0,5% a régi (2004 előtti), 1,4% az új EU-tagállamokból érkezett. 2001-ben a lakosok 96,2%-a római katolikusnak, 1% pedig felekezeten kívülinek vallotta magát.
A lakosság számának változása:

| 2016 | 825 |
| 2018 | 798 |

## Látnivalók
- a Szűz Mária megtisztulása-plébániatemplom
- a volt kolostorépület, ma iskola

## Testvértelepülések
- Herborn (Németország)

## Fordítás
- Ez a szócikk részben vagy egészben  a   Schönbach (Niederösterreich) című német Wikipédia-szócikk ezen változatának fordításán alapul.  Az eredeti cikk szerkesztőit annak laptörténete sorolja fel. Ez a jelzés csupán a megfogalmazás eredetét és a szerzői jogokat jelzi, nem szolgál a cikkben szereplő információk forrásmegjelöléseként.